# Василий Александрович (князь брянский)
Василий Александрович (ум. 1314) — князь Брянский (до 1309, 1310—1314).

## Происхождение
Согласно традиционной версии, исходящей из того, что брянская линия Ольговичей пресеклась после смерти Романа Старого и ухода Леонтия/Олега Романовича в монастырь — Василий был сыном Александра Глебовича смоленского и, возможно, дочери Романа Старого.
Горский А. А. предположил, что смоленские князья получили права на Брянск, поскольку дочь Романа Старого могла быть замужем за Глебом Ростиславичем смоленским, в этом случае Василий был внуком Глеба смоленского по мужской линии и правнуком Романа брянского по женской; а Войтович Л. В. — что за одним из смоленских князей была замужем дочь Олега Романовича.
Генеалогическое древо (традиционная версия, смоленские Ростиславичи)
- Глеб Ростиславич (князь смоленский) (1278)
  - Александр Глебович (1313)
    - Василий Александрович (1314)
    - Иван Александрович (князь смоленский) (1359)

  - Роман Глебович (князь новгородский)
    - Дмитрий (князь брянский)

  - Святослав Глебович (князь брянский) (1310)
    - Глеб Святославич (князь брянский) (1340)

Безроднов В. С. считает Василия представителем местной брянской династии и одновременно племянником убитого им Святослава Глебовича по матери, в таком случае дочь Глеба Ростиславича была замужем за Александром, отцом Василия. Исследователь считает Василия и Михаила сыновьями разных Александров из местной брянской династии.
Войтович Л. В. также не считал, что местная брянская династия после Романа Старого пресеклась, и реконструировал фигуру Александра Романовича, не связывая её, однако, с Василием Александровичем, а лишь с Михаилом Александровичем черниговским. Другая версия, привлекшая данные синодика рязанского Свято-Духова монастыря, реконструирует фигуру Александра Константиновича как отца Дмитрия брянского и Михаила. Безносюк С. Н. считает Василия, Дмитрия и Михаила сыновьями Александра Константиновича.

## Биография
После смерти на брянском княжении сыновей Романа Михайловича, представителя династии Ольговичей, Олега, Василий занял брянский престол, но в 1309 году был изгнан бывшим можайским (до 1303) князем Святославом Глебовичем, младшим братом Александра Глебовича смоленского.
В 1310 году Василий получил помощь в Золотой Орде, войска которой вторглись в земли княжества, разбили Святослава, он погиб в бою. В том же году Василий с ордынцами вторгся в Карачевское княжество, ранее бывшее уделом в составе Черниговского княжества, и убил местного князя Святослава Мстиславича, внука Михаила Черниговского. Василий умер в 1314 году, оставив, согласно родословиям, сына Ивана, в летописях не упоминаемого. Преемником Василия на брянском престоле считается его брат (родной или двоюродный) Дмитрий, впервые упоминаемый в таком качестве спустя 20 лет (1334) и до 1352 года.